# La Liga 2002–03
La Liga 2002-03 là mùa giải thứ 72 của La Liga kể từ khi giải đấu được thành lập, bắt đầu từ ngày 27 tháng 8 năm 2002 và kết thúc vào ngày 26 tháng 6 năm 2003.

## Thăng hạng và xuống hạng
Đội thăng hạng từ Segunda División 2001–02
- Atlético Madrid
- Racing de Santander
- Recreativo de Huelva

Đội xuống hạng tới Segunda División 2002–03
- UD Las Palmas
- CD Tenerife
- Real Zaragoza

## Thông tin đội bóng

### Câu lạc bộ và vị trí
Mùa giải 2002-03 bao gồm các câu lạc bộ sau:
- Athletic Bilbao
- Atlético Madrid
- Real Betis
- FC Barcelona
- Celta de Vigo
- Deportivo Alaves
- Deportivo de La Coruña
- RCD Espanyol
- Málaga CF
- RCD Mallorca
- CA Osasuna
- Racing de Santander
- Rayo Vallecano
- Real Madrid
- Real Sociedad
- Recreativo de Huelva
- Sevilla FC
- Valencia CF
- Real Valladolid
- Villarreal CF

## Bảng xếp hạng
| XH | Đội                 | Tr | T  | H  | T  | BT | BB | HS  | Đ  | Lên hay xuống hạng                            | Thành tích đối đầu |
| -- | ------------------- | -- | -- | -- | -- | -- | -- | --- | -- | --------------------------------------------- | ------------------ |
| 1  | Real Madrid (C)     | 38 | 22 | 12 | 4  | 86 | 42 | +44 | 78 | Vòng bảng UEFA Champions League 2003–04       |                    |
| 2  | Real Sociedad       | 38 | 22 | 10 | 6  | 71 | 45 | +26 | 76 | Vòng bảng UEFA Champions League 2003–04       |                    |
| 3  | Deportivo La Coruña | 38 | 22 | 6  | 10 | 67 | 47 | +20 | 72 | Vòng loại thứ 3 UEFA Champions League 2003–04 |                    |
| 4  | Celta de Vigo       | 38 | 17 | 10 | 11 | 45 | 36 | +9  | 61 | Vòng loại thứ 3 UEFA Champions League 2003–04 |                    |
| 5  | Valencia            | 38 | 17 | 9  | 12 | 56 | 35 | +21 | 60 | Vòng thứ nhấtUEFA Cup 2003–04                 |                    |
| 6  | Barcelona           | 38 | 15 | 11 | 12 | 63 | 47 | +16 | 56 | Vòng thứ nhấtUEFA Cup 2003–04                 |                    |
| 7  | Athletic Bilbao     | 38 | 15 | 10 | 13 | 63 | 61 | +2  | 55 |                                               |                    |
| 8  | Betis               | 38 | 14 | 12 | 12 | 56 | 53 | +3  | 54 |                                               |                    |
| 9  | Mallorca            | 38 | 14 | 10 | 14 | 49 | 56 | −7  | 52 | Vòng thứ nhấtUEFA Cup 2003–04 1               |                    |
| 10 | Sevilla             | 38 | 13 | 11 | 14 | 38 | 39 | −1  | 50 |                                               |                    |
| 11 | Osasuna             | 38 | 12 | 11 | 15 | 40 | 48 | −8  | 47 | OSA 1–0 ATM ATM 0–1 OSA                       |                    |
| 12 | Atlético Madrid     | 38 | 12 | 11 | 15 | 51 | 56 | −5  | 47 | OSA 1–0 ATM ATM 0–1 OSA                       |                    |
| 13 | Málaga              | 38 | 11 | 13 | 14 | 44 | 49 | −5  | 46 | VLD 0–0 MLG MLG 1–0 VLD                       |                    |
| 14 | Valladolid          | 38 | 12 | 10 | 16 | 37 | 40 | −3  | 46 | VLD 0–0 MLG MLG 1–0 VLD                       |                    |
| 15 | Villarreal          | 38 | 11 | 12 | 15 | 44 | 53 | −9  | 45 | Vòng 3UEFA Intertoto Cup 2003                 |                    |
| 16 | Racing Santander    | 38 | 13 | 5  | 20 | 54 | 64 | −10 | 44 | Vòng 2UEFA Intertoto Cup 2003                 |                    |
| 17 | Espanyol            | 38 | 10 | 13 | 15 | 48 | 54 | −6  | 43 |                                               |                    |
| 18 | Recreativo (R)      | 38 | 8  | 12 | 18 | 35 | 61 | −26 | 36 | Xuống chơi tại Segunda División               |                    |
| 19 | Alavés (R)          | 38 | 8  | 11 | 19 | 38 | 68 | −30 | 35 | Xuống chơi tại Segunda División               |                    |
| 20 | Rayo Vallecano (R)  | 38 | 7  | 11 | 20 | 31 | 62 | −31 | 32 | Xuống chơi tại Segunda División               |                    |

Nguồn: LFP
Quy tắc xếp hạng: 1st Điểm; 2nd Điểm thành tích đối đầu; 3rd Hiệu số bàn thắng thành tích đối đầu; 4th Bàn thắng thành tích đối đầu; 5th Hiệu số bàn thắng; 6th Số bàn thắng; 7th Điểm số Giải phong cách.
1Mallorca được tham dự UEFA Cup nhờ vô địch Copa del Rey 2002–03
(VĐ) = Vô địch; (XH) = Xuống hạng; (LH) = Lên hạng; (O) = Thắng trận Play-off; (A) = Lọt vào vòng sau. 
Chỉ được áp dụng khi mùa giải chưa kết thúc: 
(Q) = Lọt vào vòng đấu cụ thể của giải đấu đã nêu; (TQ) = Giành vé dự giải đấu, nhưng chưa tới vòng đấu đã nêu.
Thành tích đối đầu: Được áp dụng khi số liệu thành tích đối đầu được dùng để xếp hạng các đội bằng điểm nhau.

## kết quả thi đấu
| Nhà \ Khách[1]      | Athletic Bilbao | Atlético Madrid | Barcelona | Betis | Celta | Deportivo Alavés | Deportivo | Espanyol | Málaga | Mallorca | Osasuna | Racing | Rayo | Real Madrid | Real Sociedad | Recreativo | Sevilla | Valencia | Valladolid | Villarreal |
| Athletic Bilbao     |                 | 1–0             | 0–2       | 3–1   | 2–1   | 2–0              | 3–2       | 4–1      | 1–1    | 0–2      | 1–3     | 2–1    | 2–1  | 1–1         | 3–0           | 2–3        | 2–0     | 1–0      | 0–0        | 0–1        |
| Atlético Madrid     | 3–3             |                 | 3–0       | 1–0   | 0–1   | 0–1              | 3–1       | 3–3      | 2–1    | 2–1      | 0–1     | 1–2    | 2–0  | 0–4         | 1–2           | 1–1        | 1–1     | 1–1      | 1–0        | 3–2        |
| Barcelona           | 2–2             | 2–2             |           | 4–0   | 2–0   | 6–1              | 2–4       | 2–0      | 2–1    | 1–2      | 2–2     | 6–1    | 3–0  | 0–0         | 2–1           | 3–0        | 0–3     | 2–4      | 1–1        | 1–0        |
| Betis               | 1–0             | 2–2             | 3–0       |       | 2–1   | 2–2              | 0–2       | 1–1      | 3–0    | 0–1      | 2–1     | 4–2    | 0–1  | 1–1         | 3–2           | 1–1        | 0–1     | 2–0      | 2–2        | 2–1        |
| Celta de Vigo       | 2–1             | 0–0             | 2–0       | 1–0   |       | 2–1              | 3–0       | 1–0      | 2–2    | 3–1      | 0–0     | 2–2    | 0–1  | 0–1         | 3–2           | 4–1        | 0–1     | 1–1      | 0–0        | 3–1        |
| Deportivo Alavés    | 2–4             | 2–0             | 0–0       | 0–1   | 0–0   |                  | 1–2       | 2–1      | 0–1    | 0–0      | 1–1     | 0–1    | 1–1  | 1–5         | 2–2           | 3–0        | 1–0     | 0–0      | 1–1        | 1–0        |
| Deportivo La Coruña | 2–1             | 3–2             | 2–0       | 2–4   | 3–0   | 6–0              |           | 2–1      | 1–0    | 2–2      | 1–1     | 0–2    | 2–0  | 0–0         | 2–1           | 5–0        | 3–1     | 1–2      | 2–0        | 2–1        |
| Espanyol            | 3–3             | 1–2             | 0–2       | 2–4   | 0–0   | 3–1              | 3–1       |          | 2–1    | 2–0      | 0–0     | 3–0    | 3–1  | 2–2         | 1–3           | 2–0        | 0–0     | 0–1      | 1–0        | 2–2        |
| Málaga              | 3–0             | 3–1             | 0–0       | 0–0   | 1–1   | 0–0              | 0–2       | 3–4      |        | 1–0      | 1–0     | 2–2    | 2–1  | 2–3         | 0–2           | 4–0        | 3–2     | 2–2      | 1–0        | 1–1        |
| Mallorca            | 1–1             | 0–4             | 0–4       | 2–1   | 0–2   | 3–1              | 3–0       | 2–0      | 1–0    |          | 2–0     | 3–3    | 1–1  | 1–5         | 1–3           | 1–1        | 1–3     | 0–2      | 2–1        | 1–1        |
| Osasuna             | 1–5             | 1–0             | 2–2       | 2–1   | 0–2   | 4–2              | 1–2       | 1–0      | 0–1    | 0–0      |         | 3–1    | 0–1  | 1–0         | 2–3           | 0–1        | 2–1     | 1–0      | 1–1        | 0–1        |
| Racing Santander    | 3–4             | 0–2             | 1–1       | 0–1   | 3–0   | 2–0              | 1–2       | 5–2      | 1–0    | 1–2      | 2–3     |        | 2–0  | 2–0         | 1–2           | 1–0        | 1–0     | 2–1      | 0–1        | 1–1        |
| Rayo Vallecano      | 1–1             | 0–0             | 1–0       | 1–1   | 1–0   | 2–2              | 1–2       | 0–3      | 2–1    | 1–2      | 0–0     | 3–1    |      | 2–3         | 0–0           | 0–0        | 0–1     | 0–4      | 0–1        | 2–2        |
| Real Madrid         | 3–1             | 2–2             | 1–1       | 4–1   | 1–1   | 5–2              | 2–0       | 2–0      | 5–1    | 1–5      | 4–1     | 4–1    | 3–1  |             | 0–0           | 4–2        | 3–0     | 4–1      | 3–1        | 1–1        |
| Real Sociedad       | 4–2             | 3–0             | 2–1       | 3–3   | 1–0   | 3–1              | 1–1       | 0–0      | 2–2    | 2–1      | 2–0     | 2–1    | 5–0  | 4–2         |               | 1–0        | 1–0     | 1–1      | 2–1        | 2–2        |
| Recreativo          | 1–2             | 3–0             | 1–3       | 1–1   | 0–3   | 1–0              | 1–1       | 0–0      | 2–3    | 1–1      | 1–1     | 2–1    | 2–1  | 0–0         | 1–3           |            | 0–0     | 1–1      | 1–3        | 5–0        |
| Sevilla             | 1–1             | 1–1             | 0–0       | 1–1   | 0–1   | 3–2              | 1–1       | 1–0      | 0–0    | 3–0      | 2–0     | 1–0    | 3–3  | 1–3         | 0–1           | 1–0        |         | 0–3      | 2–1        | 3–1        |
| Valencia            | 5–1             | 0–1             | 1–3       | 1–1   | 0–1   | 3–0              | 0–1       | 1–1      | 2–0    | 1–0      | 1–0     | 2–0    | 3–0  | 1–2         | 2–2           | 3–0        | 1–0     |          | 2–0        | 1–2        |
| Valladolid          | 2–0             | 3–1             | 2–1       | 3–0   | 0–2   | 1–3              | 0–1       | 1–1      | 0–0    | 1–3      | 0–2     | 2–1    | 2–0  | 1–1         | 3–0           | 0–1        | 0–0     | 1–0      |            | 1–0        |
| Villarreal          | 1–1             | 4–3             | 2–0       | 1–4   | 5–0   | 0–1              | 3–1       | 0–0      | 0–0    | 1–1      | 2–2     | 0–3    | 2–1  | 0–1         | 0–1           | 1–0        | 1–0     | 0–2      | 1–0        |            |

Nguồn: LFP (tiếng Tây Ban Nha)
1 ^ Đội chủ nhà được liệt kê ở cột bên tay trái.
Màu sắc: Xanh = Chủ nhà thắng; Vàng = Hòa; Đỏ = Đội khách thắng.
a nghĩa là có bài viết về trận đấu đó.

## Tổng kết
- Thắng nhiều nhất - Real Madrid, Real Sociedad, và Deportivo de La Coruña (22)
- Thắng ít nhất - Rayo Vallecano (7)
- Hòa nhiều nhất - Málaga CF và Espanyol (13)
- Hòa ít nhất - Racing Santander (5)
- Thua nhiều nhất - Racing Santander và Rayo Vallecano (20)
- Thua ít nhất - Real Madrid (4)
- Ghi nhiều bàn nhất - Real Madrid (86)
- Ghi ít bàn nhất - Rayo Vallecano (31)
- Để lọt lưới nhiều nhất - Deportivo Alavés (68)
- Để lọt lưới ít nhất - Valencia (35)

## Giải thưởng

### Cúp Pichichi
Cúp Pichichi được trao cho cầu thủ ghi nhiều bàn thắng nhất trong mùa giải.
| Cầu thủ          | Bàn thắng | Câu lạc bộ          |
| ---------------- | --------- | ------------------- |
| Roy Makaay       | 29        | Deportivo La Coruña |
| Nihat Kahveci    | 23        | Real Sociedad       |
| Ronaldo          | 23        | Real Madrid         |
| Darko Kovačević  | 20        | Real Sociedad       |
| Patrick Kluivert | 19        | Barcelona           |
| Raúl             | 16        | Real Madrid         |

### Giải phong cách
Real Madrid là câu lạc bộ giành giải phong cách với 76 điểm, ở vị trí thứ 2 là Real Sociedad và thứ 3 là Deportivo La Coruña.

### Giải thưởng Pedro Zaballa
Cổ động viên Real Sociedad